# Vicko Krstulović
Vicko Krstulović (Split, 27. travnja 1905. – Split, 28. rujna 1988.) bio je hrvatski komunistički revolucionar, partizanski zapovjednik i predsjednik Prezidija Sabora Narodne Republike Hrvatske od veljače 1952. do veljače 1953. godine. Obnašao je mnoge funkcije u KPJ i KPH, bio je politički sekretar (tajnik) Pokrajinskoga komiteta KPH za Dalmaciju, ministar unutarnjih poslova Federalne Države Hrvatske, ministar pomorstva FNRJ, te ministar rada FNRJ.

## Životopis
Vicko Krstulović rodio se u Splitu 1905. godine u siromašnoj radničkoj i težačkoj obitelji. Njegov je otac Marko bio član Socijaldemokratske stranke Dalmacije i pripadnik prve generacije organiziranih dalmatinskih socijalista. Marko Krstulović bio je mobiliziran u Austrougarsku vojsku za vrijeme Prvog svjetskog rata, 1915. godine, a s fronta se vratio krajem 1918. Tijekom rata Vicku su od bolesti i neimaštine umrli sestra Katica i brat Đordano.

### Između dva rata
Već kao petnaestogodišnjak, 1920. godine, postao je članom Saveza komunističke omladine Jugoslavije, a 1922. primljen je u članstvo Komunističke partije Jugoslavije, s navršenih 17 godina života. Između dva rata uglavnom je bio zaposlen po kamenolomima i u splitskom brodogradilištu, gdje je radio na širenju i učvršćivanju komunističke organizacije. Više je puta uhićivan i zatvaran zbog komunističkog djelovanja - prvi put ljeti 1929. za vrijeme Šestosiječanjske diktature, kada je osuđen na 10 mjeseci zatvora, a drugi put travnja 1937. godine, kada provodi 7 mjeseci u pritvoru, ali usprkos policijskom mučenju ne priznaje pripadnost KPJ te biva pušten na slobodu. Nakon Drugog svjetskog rata se spominjalo kako je Krstulović sudjelovao na osnivačkom kongresu Komunističke partije Hrvatske u Anindolu kod Samobora održanom 1. kolovoza 1937., no on je to opovrgavao naglašavajući da je u to vrijeme bio u pritvoru. U kasnijem je životu Krstulović na formiranje nacionalnih partija unutar KPJ gledao s određenom skepsom:

#### Sekretar Pokrajinskog komiteta KPH
Nakon likvidacije dotadašnjeg generalnog sekretara KPJ Milana Gorkića tijekom Velike čistke krajem 1937. godine, unutar Komunističke je partije došlo do borbe za prevlast. Formirale su se dvije glavne frakcije: Privremeno rukovodstvo KPJ predvođeno Josipom Brozom Titom, te tzv. Paralelni centar čiji su najpoznatiji predstavnici bili Labud Kusovac i dalmatinski komunist Ivan (Ivo) Marić. Pokrajinski komitet KPH za Dalmaciju - tada predvođen starim splitskim komunistom Vickom Jelaskom - u ovom je sukobu stao na stranu Paralelnog centra, čime je automatski došao u sukob s Titovim Privremenim rukovodstvom, koje je do sredine 1938. uspjelo konsolidirati vlast unutar CK KPJ. Stoga je krajem 1938. godine CK KPJ smijenio Jelasku sa svih funkcija i izbacio ga iz članstva KPH/KPJ i iz nedavno osnovanog legalnog paravana Komunističke partije - Stranke radnog naroda. Na njegovo je mjesto nakratko bio postavljen Duško Mrduljaš, ali je i on smijenjen u travnju 1939. jer je Centralni komitet smatrao da se nije dovoljno otrgnuo od Jelaskinog utjecaja.
Listopada 1939. godine Krstulović je na sugestiju CK KPJ postavljen za političkog sekretara novoga Pokrajinskoga komiteta KPH za Dalmaciju. Zbog jakog utjecaja Jelaske na partijsku organizaciju u Splitu, Krstulovićev autoritet među dalmatinskim komunistima nije bio posve siguran barem do kraja 1940. Događalo bi se da ga na sastancima lokalnih ogranaka SRN-a i KPH u Splitu izvižde i nadglasaju Jelaskini pristalice, usprkos tome što je imao jasan mandat CK KPJ. Odjeci ove frakcijske borbe među dalmatinskim komunistima bili su vidljivi i u prvoj godini rata, a posebice nakon uništenja prvih dalmatinskih partizanskih odreda u kolovozu 1941. Krstulović je svoj autoritet u Dalmaciji potpuno osigurao tek s jačanjem Narodnooslobodilačkog pokreta u toj regiji tijekom 1942. godine.
Od 19. do 23. listopada 1940. sudjelovao je na Petoj zemaljskoj konferenciji KPJ u Zagrebu, na kojoj je izabran za člana Centralnog komiteta KPJ.

### Drugi svjetski rat
Poslije Travanjskog rata, sloma Kraljevine Jugoslavije i proglašenja Nezavisne Države Hrvatske 1941. godine, Vicko je, kao seketar Pokrajinskog komiteta KPH za Dalmaciju i član CK KPJ i CK KPH, radio na širenju Narodnooslobodilačkog pokreta i rukovodio pripremama oružanog ustanka u Dalmaciji. Pod njegovim je predsjedavanjem PK KPH za Dalmaciju krajem ožujka 1941. u Splitu organizirao demonstracije protiv pristupanja Jugoslavije Trojnom paktu, a tijekom Travanjskog je rata poticao Dalmatince na pridruživanje Kraljevskoj jugoslavenskoj vojsci u borbi protiv talijanskog i njemačkog napadača. Dvanaestog travnja 1941., tri dana prije ulaska talijanske vojske u Split, dalmatinski je PK KPH izdao proglas kojim se narod pozivao na borbu protiv okupatora i novouspostavljene NDH.

#### Formiranje prvih partizanskih odreda
Od 8. do 13. srpnja 1941. Krstulović je sudjelovao na sjednici CK KPH održanoj u Zagrebu. Na ovoj je sjednici odlučeno da u Dalmaciji (kao i u ostatku Hrvatske) valja pokrenuti oružani ustanak protiv okupatora i NDH. Krstulović je pritom upozoravao da usprkos razgranatosti komunističke organizacije na otocima i u primorskim gradovima formiranje partizanskih odreda u unutrašnjosti Dalmacije neće biti lak posao zbog slabog utjecaja KPJ u Zagori, koja bi tim odredima morala služiti kao baza. PK KPH za Dalmaciju je nakon zagrebačke sjednice CK KPH ubrzao rad na naoružavanju i organiziranju prvih partizanskih odreda. Ovaj je proces bio dodatno ubrzan dolaskom delegata CK KPH Pavle Papa-Šilje i Mirka Kovačevića-Lale u Split 7. kolovoza 1941. Oni su na sjednici PK KPH inzistirali da se prvi naoružani odredi pošalju u Zagoru u roku od tri dana, čemu se Krstulović (zajedno s ostatkom Pokrajinskog komiteta) pokušao usprotiviti, ali je na kraju ipak popustio pod pritiskom naređenja iz CK. Stoga je odlučeno da do 11. kolovoza za polazak prema Dinari i Kninskoj krajini bude spremno sedam odreda: Splitski, Solinski, Trogirsko-kaštelanski, Rogozničko-primoštenski, Šibenski, Zatonsko-vodički i Sinjski.
Ishitreno formiranje ovih odreda u narednim je danima rezultiralo njihovim raspadom ili uništenjem od strane Talijana i ustaša, pri čemu je najviše nastradao Prvi splitski odred čijih je 25 boraca bilo zarobljeno te uglavnom strijeljano 26. kolovoza u okolici Sinja. Propast prvih partizanskih odreda otežala je daljnji razvoj NOP-a u Dalmaciji. PK KPH za Dalmaciju s Krstulovićem na čelu je zbog ovog neuspjeha bio kažnjen ukorom od strane CK KPH, što je njegovim članovima na sastanku početkom listopada 1941. osobno prenio politički sekretar KPH, Rade Končar. Još je grublju kritiku zbog propasti prvih partizanskih odreda CK KPH Pokrajinskom komitetu uputio u Otvorenom pismu početkom prosinca 1941. U otvorenom je pismu bio kritiziran navodni "avanturistički tempo" Pokrajinskog komiteta za Dalmaciju koji je, prema mišljenju CK KPH, doveo do uništenja odreda. Krstulović i PK se nisu složili sa zaključcima Otvorenog pisma i odbili su ga proslijediti partijskom članstvu u Dalmaciji. Umjesto toga, Centralnom su komitetu KPH uputili vlastito pismo u kojemu su objasnili svoju poziciju: konkretno, članovi PK KPH su naglasili da se njihova jedina odgovornost nalazi u činjenici da su prihvatili avanturističke naredbe delegata CK KPH o upućivanju prvih partizanskih odreda u Zagoru, usprkos poznavanju lošeg stanja na terenu. Vicko Krstulović je zbog ove neposlušnosti i kasnije dolazio u sukobe s višim partijskim autoritetima.

#### Razvoj pokreta otpora
U rujnu 1941. godine, postao je prvim zapovjednikom Dinarskog partizanskog odreda. Stožer ovog odreda je postupno postao rukovodstvo svih partizanskih postrojba Dalmacije. U travnju 1942. godine, Glavni stožer NOV-a Hrvatske postavio ga je za zapovjednika Četvrte operativne zone Hrvatske.
Poslije sastanka s članovima Vrhovnog štaba NOP-a i DVJ-a i Vrhovnim zapovjednikom Josipom Brozom Titom, u drugoj polovici srpnja 1942. godine na planini Cincar, dobio je nova uputstva za djelovanje antifašističkog pokreta u Dalmaciji. Krajem 1942. i početkom 1943. godine, u Dalamciji je formirano pet novih dalmatinskih brigada NOVH, a 13. veljače 1943. i Deveta dalmatinska divizija NOVH, čiji je prvi zapovjednik bio Vicko Krstulović. Deveta dalmatinska divizija NOVH bila je formirana od 3., 4. i 5. dalmatinske brigade u Imotskom 13. veljače 1943. godine, a uz Vicka Krstulovića, zapovjednika, Ivica Kukoč bio je komesar a načelnik štaba Josip Škorpik. Ova je divizija sudjelovala u bitci na Neretvi. Zbog iscrpljenosti boraca i epidemije tifusa, divizija je rasformirana 12. travnja 1943. godine. Tijekom bitke na Sutjesci, Vicko Krstulović se kretao s ostalim članovima AVNOJ-a, čiji je i on bio član.
Kolovoza 1943. godine, zajedno s Prvom dalmatinskom udarnom brigadom, vratio se u Dalmaciju. 22. kolovoza 1943. godine obnovljen je Štab Četvrte operativne zone Hrvatske, a prestao je postojati Operativni štab za Dalmaciju, i on je ponovno postao njegov zapovjednik. U Štabu IV. OZ-a sve su poslove vršili komesar Ivica Kukoč i zamjenik komandanta Maks Baće, dok je Krstulović bio angažiran na političkim zadatcima, na terenu, kao sekretar Pokrajinskog komiteta KPH za Dalmaciju. Poslije kapitulacije Italije u rujnu 1943. godine, Vicko je zajedno s Ivom Lolom Ribarom, ušao u okupirani Split 9. rujna gdje je započeo razgovore sa zapovjednikom divizije "Bergamo", generalom Emilliom Becuccijem, o predaji divizije. 16. rujna 1943. godine potpisan je sporazum o predaji divizije NOVH-u u hotelu "Park", a potpisali su ga zapovjednik divizije general Emilio Becucci, general Koča Popović, zapovjednik 1. proleterske divizije, kao predstavnik i Ivo Lola Ribar kao delegat Vrhovne komande NOVJ-a, dok su svjedoci bili šef britanske misije major Deakin, šef misije za Dalmaciju kapetan J. E. Burke i kapetan M. O. Benson, američki predstavnik pri britanskoj vojnoj misiji. U listopadu 1943. godine bio je formiran Štab Osmog dalmatinskog korpusa, koji je preuzeo funkciju rukovođenja vojnim postrojbama od Štaba Četvte operativne zone, a Vicko se tada posvetio političkom radu u Zemaljskom antifašističkom vijeću narodnog oslobođenja Hrvatske i Antifašističkom vijeću narodnog oslobođenja Jugoslavije. Na Drugom zasjedanju AVNOJ-a, krajem studenoga 1943. godine u Jajcu, bio je izabran za člana Predsjedništva AVNOJ-a.
Odmah po kapitulaciji Italije Krstulović je organizirao slanje partizanskih diplomatskih misija u Bari, čime je konačno uspostavljena stalna veza između angloameričkih snaga i NOVJ. U prvu je diplomatsku misiju početkom listopada 1943. (uz pomoć Velimira Škorpika) poslao Adama Armandu i Sergija Makiedu, s kojima je otputovala i prva skupina dalmatinskih izbjeglica. Tijekom njemačke ofenzive na oslobođeni teritorij Dalmacije ujesen 1943. zalagao se za obranu Visa, odnosno protiv potpune evakuacije dalmatinskih partizanskih snaga u unutrašnjost Jugoslavije. Osiguravanjem obrane Visa bio je omogućen siguran smještaj Josipu Brozu Titu i Vrhovnom štabu NOVJ-e nakon desanta na Drvar u svibnju 1944. godine. Preko Visa je također bila organizirana evakuacija dalmatinskih izbjeglica prema Italiji i egipatskom El Shattu, kao i opskrba partizanskih snaga od strane zapadnih saveznika.
Tijekom rata je često dolazio u sukob s Vrhovnim štabom NOVJ-a i političkim vrhom KPH oko strateških, taktičkih i kadrovskih pitanja. Posebno je loš odnos imao s Andrijom Hebrangom i Ivanom Krajačićem-Stevom, koji su ga sredinom 1944. pokušavali smijeniti s pozicije političkog sekretara OK KPH za Dalmaciju. Hebrangu je, između ostalog, zamjerao hrvatski nacionalizam. Tijekom i nakon rata je smatrao da se Dalmaciju nepravedno zapostavlja unutar Jugoslavije i SR Hrvatske:
Za vrijeme NOB-a iznio je prijedlog oslobađanja koncentracijskog logora u Jasenovcu, koji nije bio prihvaćen.

### Poslijeratna politička karijera
Iako ga mnogi izvori opisuju kao uzornoga komunističkoga dužnosnika, zamjeralo mu se poslušnost prema protuhrvatskoj politici u komunističkoj partiji.
U prosincu 1944. godine, bio je izabran za povjerenika industrije i trgovine ZAVNOH-a, a 14. travnja 1945. godine za ministra unutarnjih poslova u prvoj Vladi Demokratske Federalne Hrvatske, formiranoj u Splitu. Krstulović je kao ministar unutarnjih poslova propisao Naredbu o zabrani ustaške i fašističke literature kojom je zabranio do daljnjega svaku prodaju i svako raspačavanje literature koja je izašla nakon 6. travnja 1941. godine. Iako je naredba sadržavala i dio u kome je bilo riječi o komisiji stručnjaka koji će literaturu pregledati i nakon toga zabraniti, odnosno odobriti daljnju prodaju navedenih djela.
Dana 6. srpnja 1945. godine prenosi Uredbu saveznoga ministra unutarnjih poslova Aleksandra Rankovića naredivši i potpisavši naredbu da se prekopaju i unište groblja poginulih hrvatskih vojnika iz NDH. :
»Tako je okupator sakupljao svoje poginule, prenosio ih na posebno uređena groblja, gdje ih je sahranjivao uz posebnu paradu i uz učešće domaćih izdajnika...treba izbrisati svaki trag zloduha fašističke vladavine. Tako je potrebno i da se sravne sa zemljom svi vanjski znakovi, po kojima bi se razaznavalo mjesto, gdje su se dizala takova groblja.« Tada su sravnani sa zemljom svi vanjski znakovi groblja.
Od siječnja 1946. godine bio je ministar rada i ministar pomorstva u Saveznoj vladi, a u travnju 1951. godine, postao je predsjednik Oblasnog Narodnog odbora Dalmacije i politički tajnik Oblasnog komiteta KPH za Dalmaciju. U veljači 1952. godine bio je izabran za predsjednika Prezidija Sabora Narodne Republike Hrvatske (tada najviša funkcija u Republici), a u veljači 1953. postao je članom Saveznog izvršnog vijeća.
Od 1954. do 1959. godine, bio je predsjednik Odbora u Saboru NR Hrvatske, a zatim i član Izvršnog vijeća Sabora. Od 1963. do 1967. godine, bio je predsjednik Odbora za proračun Savezne skupštine SFRJ, a od tada član Savjeta federacije SFRJ. Za narodnog izaslanika u Hrvatskom saboru bio je biran od 1945. do 1963. godine, a za narodnog izaslanika u Saveznoj skupštini od 1945. do 1967. godine. Pored ovih državnih funkcija bio je i predsjednik Glavnog odbora Narodne tehnike Hrvatske, predsjednik Matice iseljenika Hrvatske i člana Predsjedništva Saveza udruženja boraca NOR-a Jugoslavije. S vremenom je bio sve kritičniji prema politici jugoslavenske nomenklature, za koju je smatrao da se udaljila od revolucionarnog puta, kao i prema kultu ličnosti Josipa Broza Tita:

## Osobni život
Krstulovićev je otac Marko bio jedan od prvih splitskih socijalista u periodu prije Prvog svjetskog rata. Njegovi su politički stavovi od ranog djetinjstva utjecali na Vickovo političko opredjeljenje.
Krstulović je 1930-ih godina sa ženom Lucijom imao dva sina (Maksima i Viborga) te kćer Natašu. Bitke na Neretvi i Sutjesci je proživio sa ženom i djecom. Njegov je sin Maksim tijekom tih bitaka slomio ruku, a kćer Nataša je preboljela tifus. Nakon rata dobio je još jednog sina, Vladimira. Vicko Krstulović je 1974. godine doživio osobnu tragediju kad mu je u Londonu u nejasnim okolnostima ubijen sin, slikar Maksim Krstulović.

## Djela, radovi i članci
- Referat o djelu druga Tita. // Vjesnik, 26. svibnja 1952.
- Susret sa drugom Titom. // Narodna armija, 22. prosinca 1951., Slobodna Dalmacija, 24. svibnja 1952., Poruka borca, 1972., br. 31. i 32.
- Tito je pitao da li su djeca gladna. // Mladost, 25. lipnja 1958.
- Historijska odluka o obrani Visa. // Pomorski zbornik, 1964., 2. knj., str. 7-17. + II. tab.
- Jadranska orijentacija socijalističke Jugoslavije, Zagreb, 1967. (2. dop. izd., Spektar, Zagreb, 1972.)
- Dosadašnji razvoj, stanje i mogućnost daljeg napretka pomorske privrede u uvjetima našeg društvenog i privrednog sistema // Pomorski zbornik: Društva za proučavanje i unapređenje pomorstva Jugoslavije, Zadar, 1967., 5. knj., str. VII-XXXIV., (COBISS.SR), ISSN 1330-674X
- Pomorska privreda kao faktor ubrzanog općeg privrednog razvoja. // Pomorstvo, 3-4/1968., str. 70-73.
- Partijska organizacija Dalmacije i stvaranje narodnooslobodilačke vlasti: od prvih akcionih odbora do ZAVNOH-a, Jugoslavenska akademija znanosti i umjetnosti, Zagreb, 1969., str. 109-118.
- Predgovor u: Bralić, Anton; Amidžić, Nikola. Život i borba naroda Klis-Kose, Čakavski sabor, Split, 1978., str. 9-13.
- Predgovor u: Križević-Drina, Andrija. Sportaši Splita u revoluciji, Logos, Split, 1982., str. 11-13.

Jedan od autora u:
- Broz-Tito, Josip et al. Jugoslovenski Jadran, Odbor za proslavu desetgodišnjice Mornarice, Split, 1952.

## Odlikovanja
- Partizanska spomenica 1941.[37]
- ONO
- OBJ sa zlatnim vijencem
- Orden narodnog heroja
- Orden junaka socijalističkoga rada

## Zanimljivosti
- Jedan vrh Mosora, Vickov stup, nosi ime po njemu.
- Krstulović je po vlastitoj želji svoju ostavštinu pohranio u Historijski arhiv u Beogradu.[38]

## Vanjske poveznice
|  | Wikicitati imaju zbirke citata o temi Vicko Krstulović |